# Surfing na Letnich Igrzyskach Olimpijskich 2024
Zawody w surfingu na Letnich Igrzyskach Olimpijskich 2024 zostały rozegrane w dniach 27 lipca – 4 sierpnia 2024 r. w Teahupoʻo na Tahiti w Polinezji Francuskiej.

## Rezultaty
| Konkurencja | Złoto          | Rezultat | Srebro              | Rezultat | Brąz           | Rezultat |
| kobiety     | Caroline Marks | 10,50    | Tatiana Weston-Webb | 10,33    | Johanne Defay  | 12,66    |
| mężczyźni   | Kauli Vaast    | 17,67    | Jack Robinson       | 7,83     | Gabriel Medina | 15,54    |

## Tabela medalowa
| Miejsce | Państwo           | Złoto | Srebro | Brąz | Razem |
| 1       | Francja           | 1     | 0      | 1    | 2     |
| 2       | Stany Zjednoczone | 1     | 0      | 0    | 1     |
| 3       | Brazylia          | 0     | 1      | 1    | 2     |
| 4       | Australia         | 0     | 1      | 0    | 1     |
| ------- | ----------------- | ----- | ------ | ---- | ----- |